# Изопропилнитрит
Изопропилнитрит (2-пропилнитрит, изопропиловый эфир азотистой кислоты) — нерастворимая в воде желтоватая маслянистая жидкость.

## Получение
Изопропилнитрит может быть получен действием азотистой кислоты на изопропанол. Обычно, реакция проводится при низких температурах (ибо вещество подвергается гидролизу в кислой среде) и так, чтобы выделяющаяся азотистая кислота была сразу израсходована. Например, раствор соли азотистой кислоты (обыкновенно — нитрита натрия или калия) по каплям прибавляют к раствору серной или соляной кислоты в изопропиловом спирте (или наоборот). Сильные кислоты нужны для вытеснения азотистой кислоты и её протонирования. Азотная кислота не подходит, ибо будет вступать в реакцию с изопропиловым спиртом.
При прибавлении нитритов к сильным кислотам, азотистая кислота вытесняется:
{\displaystyle {\ce {NaNO2 + HCl -> HNO2 + NaCl}}}
Затем, азотистая кислота протонируется:
{\displaystyle {\ce {HNO2 + HCl -> [H2NO2]^+ + Cl-}}}
Её протонированная форма быстро распадается на ион нитрозония и воду:
{\displaystyle {\ce {[H2NO2]^+ -> NO+ + H2O}}}
Который затем встраивается в гидроксогруппу изопропилового спирта:
{\displaystyle {\ce {H3C-CH(OH)-CH3 + NO^+ -> H3C-CH(ONO)-CH3 + H^+}}}
Таким образом, кислота восстанавливается, то есть она служит катализатором. Краткую реакцию можно представить так:
{\displaystyle {\ce {H3C-CH(OH)-CH3 + HNO2 -> H3C-CH(ONO)-CH3 + H2O}}}
Общая реакция выглядит так:
{\displaystyle {\ce {NaNO2 + HCl + H3C-CH(OH)-CH3 -> H3C-CH(ONO)-CH3 + NaCl + H2O}}}
К концу реакции, слой изопропилнитрита будет находиться на поверхности и может быть отделён. Изопропилнитрит, несмотря на то, что не растворяется в воде, встряхивается после приготовления с раствором гидрокарбоната натрия для нейтрализации кислоты, и, иногда, безводным хлоридом кальция для полного осушения. Вместо этого можно сразу применить дистилляцию.

## Физические свойства
Изопропилнитрит представляет собой лёгкую, маслянистую, очень летучую и легкоподвижную жидкость желтоватого цвета с приятным запахом. Плотность вещества — 0,8684 г/см3. Температура кипения — 45 °C (по другим данным — 39 °C). При кипении распадается на изопропанол и оксиды азота. Не растворяется в воде (однако образует быстрораспадающиеся эмульсии при взбалтывании), смешивается с этанолом, ацетоном, диэтиловым эфиром. Также является хорошим растворителем для многих других органических веществ, которые не растворяются в обычных растворителях. 

## Химические свойства
Изопропилнитрит легковоспламеняем и горит на воздухе белым пламенем.
В нейтральной среде подвергается медленному гидролизу до азотистой кислоты и изопропилового спирта. Реакция очень сильно ускоряется в кислой среде и становится необратимой в щелочной (ввиду связывания азотистой кислоты):
{\displaystyle {\ce {H3C-CH(ONO)-CH3 + H2O <=>[H^+/OH^-] H3C-CH(OH)-CH3 + HNO2}}}
В лаборатории, изопропилнитрит (как и другие органические нитриты) могут использовать для получения азидов с относительно высокими выходами (до 90% для азида натрия и 86% для азида калия):
{\displaystyle {\ce {R-ONO + N2H4 + NaOH -> NaN3 + R-OH + H2O}}}
Как и иные эфиры азотистой кислоты, его можно использовать получения нитритов щелочных металлов (например, нитрита калия):
{\displaystyle {\ce {H3C-CH(ONO)-CH3 + KOH -> KNO2 + H3C-CH(OH)-CH3}}}

## Применение
- Действующее вещество в попперсах;
- Для лечения отравления цианидами;
- В лабораториях для получения иных веществ;
- В качестве растворителя.

## Влияние на здоровье
Изопропилнитрит расслабляет мышцы гладкой мускулатуры, ввиду чего используется в попперсах. Вызывает снижение кровяного давления, из-за чего сердцебиение рефлекторно ускоряется. Потребление изопропилнитрита может вызвать проблемы со зрением, которые однако могут быть обратимы. Повышает уровень метгемоглобина в крови, что может вызвать метгемоглобинемию.